# Algonquin (Maryland)
Algonquin is een plaats (census-designated place) in de Amerikaanse staat Maryland, en valt bestuurlijk gezien onder Dorchester County.

## Demografie
Bij de volkstelling in 2000 werd het aantal inwoners vastgesteld op 1361.

## Geografie
Volgens het United States Census Bureau beslaat de plaats een oppervlakte van
8,1 km², waarvan 2,8 km² land en 5,3 km² water.

## Plaatsen in de nabije omgeving
De onderstaande figuur toont nabijgelegen plaatsen in een straal van 16 km rond Algonquin.